# Тиофос
Тиофо́с (препарат НИУИФ-100, паратион, Е605) — фосфорорганическое соединение, сложный эфир, представляет собой густую маслянистую жидкость тёмно-коричневого цвета с неприятным (чесночным) запахом. В воде растворяется плохо, хорошо в органических растворителях, гидролизуется водой, кислотами, щелочами. Применяют в качестве инсектицида. Тиофос чрезвычайно токсичен, LD50 (средняя летальная доза) составляет 3,6 мг/кг.